# İshak Pasza
Ishak Pasha (? - 1497, Saloniki) był Chorwatem lub Grekiem, który został generałem osmańskim, urzędnikiem, w końcu zaś Wielkim Wezyrem. Wypełnienie jego pierwszych obowiązków Wezyra miało miejsce podczas panowania Mehmeta II. Jego zadaniem było zasiedlić Turkmenami z anatolijskiego miasta Aksaray nowo podbity i prawie opustoszały Stambuł. Jedna czwarta miasta, gdzie osiedlili się dawni mieszkańcy owego miasta, nazywana jest Aksaray.